# Hogna maruana
Hogna maruana este o specie de păianjeni din genul Hogna, familia Lycosidae. A fost descrisă pentru prima dată de Roewer, 1960.
Este endemică în Camerun. Conform Catalogue of Life specia Hogna maruana nu are subspecii cunoscute.